# Eburia cinnamomea
Eburia cinnamomea là một loài bọ cánh cứng trong họ Cerambycidae.